# Culicoides jimmiensis
Culicoides jimmiensis är en tvåvingeart som beskrevs av Tokunaga 1959. Culicoides jimmiensis ingår i släktet Culicoides och familjen svidknott. Inga underarter finns listade i Catalogue of Life.